# Jean-Nicolas Corvisart
Jean-Nicolas Corvisart des Marets, född den 15 februari 1755 i Dricourt (i nuvarande departementet Ardennes), död den 18 september 1821 i Courbevoie, (departementet Hauts-de-Seine), var en fransk läkare. Han var farbror till François Rémy Lucien Corvisart.
Corvisart des Marets blev medicine doktor 1782 och var därefter överläkare vid Charité i Paris och professor vid Collège de France samt förste livmedikus hos Napoleon I. 
Corvisart är mest känd för att praktiskt omsatt för klinisk diagnos Leopold von Auenbruggers upptäckt av perkussionen samt för sina undersökningar av hjärtsjukdomar och hjärtats patologiska anatomi.
Han har namngivit Fa'cies Corvisa'rtii, en medicinsk term som betecknar ett visst ansiktsuttryck hos hjärtfelspatienter.